# ER (関ジャニ∞の曲)
『ER』（イーアール）は、関ジャニ∞の楽曲。2012年7月25日にインペリアルレコードから21枚目のシングルとして劇中キャラクター「エイトレンジャー」名義で発売された。

## 概要
- 前作『愛でした。』から約1か月振りのリリース。
- CDは初回限定盤A・B、通常盤の3形態で発売。
- 表題曲「ER」は、スピード感のあるロック調のサウンドを軸に駆け抜けるパワフルなナンバーとなっている[11]。
  - 同曲は、関ジャニ∞が主演する東宝配給映画『エイトレンジャー』の主題歌である[10]。
  - 本作は、同映画のタイアップの為、劇中キャラクター「エイトレンジャー」名義での発売となった[10]。
  - 同曲のミュージック・ビデオの監督は、映画と同様に堤幸彦が担当した[12]。
  - 自身が実写映画の主題歌を務めるのは初である。
- カップリングの「雨のち晴れ」は、前述の映画『エイトレンジャー』の挿入歌である[10]。
  - 初回限定盤Aと通常盤のみ収録[10]。
- カップリングの「∞レンジャー」は、自身のライブ内のコント『関ジャニ戦隊∞レンジャー』のテーマとして使われていた楽曲のフルコーラスバージョンである[注 3]。
  - 初回限定盤Bと通常盤のみ収録[10]。
  - 自身のライブ『関ジャニ∞ Xmasパーティー2005』にて初披露され、DVDには数回収録されている。今まで何度もCD化が検討されていたが、今回で初めての収録となる。
  - 収録にあたり、今までの曲をさらに編曲しメンバーの横山裕が二番を作詞した[13]。
  - 同曲は、前述の映画『エイトレンジャー』の挿入歌としても起用された。
  - 同映画のDVD/Blu-rayの特典映像には同曲のミュージック・ビデオを収録。
    - 通常版には「メイキングver.」を収録[14]。
    - ヒーロー協会認定完全版には「ヒーローver.」を収録[15]。
- 初回限定盤には特典DVDを付属。
  - 初回限定盤Aには、表題曲「ER」のミュージック・ビデオ（リップシンクver.「飛沫（しぶき）」）とメイキング映像を収録[12]。
  - 初回限定盤Bには、表題曲「ER」のミュージック・ビデオ（カタログver.「個性」）と、「リップシンクver.」と「カタログver.」をミックスした内容である「スーパーミックスver.『ほとばしる個性』」を収録[12]。
  - スペースシャワーTVで限定公開された「スーパーミックスver.『ほとばしる豪華な個性』」はスーパーミックスver.に映画映像を組み合わせたもので特典に収録されていない。
  - 2013年1月11日、映画『エイトレンジャー』DVDレンタルリリース開始。特典映像にMVの上述の『ほとばしる豪華な個性』と新たに「カタログver.『個性豪華版』」が収録されている[16]。
- 初回限定盤と通常盤の初回プレス分には、本作と前作『愛でした。』の連動企画として、2012年8月8日に大阪・京セラドーム大阪で開催されたフリーイベント『松原信一 presents すごはち』[17][18]に応募できる「シングル2タイトル連動応募券」が封入された[12]。
- 2024年1月1日、デビュー20周年を記念し、過去にリリースされた全楽曲が各種音楽ダウンロードサービス、サブスクリプションサービスで配信されることに伴い、表題曲「ER」がベストアルバム『8EST』の収録曲として配信開始され、同年1月31日には本作の全収録曲の配信も開始された[19][20][21]。

### 各形態概要
| 曲名        | 形態  | 形態  | 形態 |
| 曲名        | 初回A | 初回B | 通常 |
| ----------- | ----- | ----- | ---- |
| 雨のち晴れ  | ○     | ×     | ○    |
| ∞レンジャー | ×     | ○     | ○    |

| 特典内容                            | 形態                   |
| ----------------------------------- | ---------------------- |
| 特典DVD（詳細は「#特典DVD」を参照） | 初回限定盤A            |
| デジパック仕様                      | 初回限定盤A            |
| シングル2タイトル連動応募券         | 初回限定盤A            |
| 特典DVD（詳細は「#特典DVD」を参照） | 初回限定盤B            |
| デジパック仕様                      | 初回限定盤B            |
| リバーシブルミニポスター            | 初回限定盤B            |
| シングル2タイトル連動応募券         | 初回限定盤B            |
| エイトレンジャーカタログ2035（16P） | 通常盤（初回プレス分） |
| シングル2タイトル連動応募券         | 通常盤（初回プレス分） |

## 販売形態
- 発売日：2012年7月25日
  - 初回限定盤A（TECI-833：CD+DVD）
    - デジパック仕様
    - シングル2タイトル連動応募券封入

  - 初回限定盤B（TECI-834：CD+DVD）
    - デジパック仕様
    - リバーシブルミニポスター封入
    - シングル2タイトル連動応募券封入

  - 通常盤（TECI-835：CD）
    - エイトレンジャーカタログ2035（16P）（初回プレス盤のみ）
    - シングル2タイトル連動応募券封入（初回プレス分のみ）
- 発売日：2015年7月1日
  - 通常盤：再発売（JACA-5537：CD）
    - 自身の所属レコード会社を『テイチクエンタテインメント』から『INFINITY RECORDS』へ移籍したため、INFINITY RECORDSより再発売。
- 発売日：2019年7月12日
  - 通常盤：十五催ハッピープライス盤（JSNC-1521：CD）
    - 自身の配信アプリ『関ジャニ∞アプリ』対応のため、15%オフでの再発売。
- 発売日：2024年1月31日
  - 配信作品
    - デビュー20周年を記念した音楽ダウンロードサービスおよびサブスクリプションサービスでの配信[19][20][21]。

## チャート成績

### シングルチャート順位
- オリコンチャート
  - 初週33.1万枚を売り上げ、2012年8月6日付の「オリコン週間 CDシングルランキング」で週間1位を獲得した[1]。
    - 8作連続、通算16作目のシングル1位となった[1]。
    - 初動売上が30万枚を突破するのは9thシングル『無責任ヒーロー』以来、13作振り2回目である[1]。
    - 赤西仁が「LANDS」名義で発売した「BANDAGE」の約21.1万枚を超え、映画のキャラクターによるシングルの初動売上の最高記録を更新した[1]。

  - 累計349,277枚を売り上げ、2012年7月度「オリコン月間 CDシングルランキング」で月間1位を獲得した[2]。
    - 同チャートで自身のシングルが1位を獲得するのは、16thシングル『T.W.L/イエローパンジーストリート』以来5作振り、通算2作目である。

  - 累計374,853枚を売り上げ、2012年度「オリコン年間 CDシングルランキング」で年間19位を獲得した[3]。
  - 関ジャニ∞は、デビューシングル『浪花いろは節』から前作『愛でした。』までの20作は、オリコンチャート上では演歌・歌謡曲扱いされていたが、本作以降は演歌・歌謡曲扱いされなくなり、オリコン演歌・歌謡曲チャートにもランクインしていない。
- Billboard JAPAN
  - 2012年8月1日公開の「Billboard JAPAN Top Singles Sales」で週間1位を獲得した[5]。
  - 2012年度「Billboard Japan Top Singles Sales Year End」で年間8位を獲得した[6]。
    - 同チャートで自身のシングルがトップ10に入るのは初である[注 4]。

### 各曲チャート順位
- Billboard JAPAN
  - 2012年8月1日公開の「Billboard Japan Hot 100」で表題曲「ER」が週間1位を獲得した[4]。
  - 2012年度「Billboard Japan Hot 100 Year End」で表題曲「ER」が年間13位を獲得した[7]。

## 収録曲

### CD

#### 通常盤・初回限定盤A・配信
※「∞レンジャー」以降、通常盤・配信作品のみ収録。
1. ER - [3:59]
作詞・作曲：UNIST
編曲：久米康隆
  - 東宝配給映画『エイトレンジャー』主題歌[10]
2. 雨のち晴れ - [4:21]
作詞：松原さらり
作曲：南田健吾
編曲：高橋浩一郎
  - 東宝配給映画『エイトレンジャー』挿入歌[10]
3. ∞レンジャー - [2:59]
作詞：磯崎健史、関ジャニ∞
作曲：磯崎健史
編曲：久米康隆
  - 自身のライブ内コント『関ジャニ戦隊∞レンジャー』テーマソング
  - 東宝配給映画『エイトレンジャー』挿入歌
  - 一部歌詞を関ジャニ∞が制作している。
4. ER (オリジナル・カラオケ)
5. 雨のち晴れ (オリジナル・カラオケ)
6. ∞レンジャー (オリジナル・カラオケ)

#### 初回限定盤B（CD）
1. ER
2. ∞レンジャー

### 特典DVD

#### 初回限定盤A（特典DVD）
| #         | タイトル                                      | 作詞  | 作曲・編曲 | 時間  |
| --------- | --------------------------------------------- | ----- | ---------- | ----- |
| 1.        | 「ER」(Music Clip / リップシンクver.「飛沫」) |       |            | 4:00  |
| 2.        | 「ER」(メイキング映像)                        |       |            | 10:13 |
| 合計時間: | 合計時間:                                     | 14:13 |            |       |

#### 初回限定盤B（特典DVD）
| #         | タイトル                                                    | 作詞 | 作曲・編曲 | 時間 |
| --------- | ----------------------------------------------------------- | ---- | ---------- | ---- |
| 1.        | 「ER」(Music Clip / カタログver.「個性」)                   |      |            | 4:00 |
| 2.        | 「ER」(Music Clip / スーパーミックスver.「ほとばしる個性」) |      |            | 4:00 |
| 合計時間: | 合計時間:                                                   | 8:00 |            |      |

## メンバー作
- 関ジャニ∞
  - 「∞レンジャー」(作詞)[注 6]

## 収録作品

### アルバム
ER
- 1stベストアルバム『8EST』

### シングル
ER
- 24thシングル『涙の答え』(通常盤 初回プレス分)

※リミックス音源のメドレーの1曲として収録。

### 映像作品

#### ライブ映像
ER
- 1stベストアルバム『8EST』(初回限定盤A 特典DVD)
- 9thライブDVD/Blu-ray『KANJANI∞ LIVE TOUR!! 8EST 〜みんなの想いはどうなんだい?僕らの想いは無限大!!〜』
- 21stライブDVD/Blu-ray『KANJANI∞ STADIUM LIVE 18祭』

∞レンジャー
- 3rdライブDVD『Heat up!』
- 4thライブDVD『47』
- 5thライブDVD『TOUR 2∞9 PUZZLE』
- 8thライブDVD/Blu-ray『KANJANI∞ 五大ドームTOUR EIGHT×EIGHTER おもんなかったらドームすいません』
- 9thライブDVD/Blu-ray『KANJANI∞ LIVE TOUR!! 8EST 〜みんなの想いはどうなんだい?僕らの想いは無限大!!〜』
- 11thライブDVD/Blu-ray『十祭』
- 16thライブDVD/Blu-ray『関ジャニ'sエイターテインメント』
- 21stライブDVD/Blu-ray『KANJANI∞ STADIUM LIVE 18祭』
- 22ndライブBlu-ray/DVD『KANJANI∞ DOME LIVE 18祭』